# (2140) Kemerovo
(2140) Kemerovo es un asteroide perteneciente al cinturón de asteroides, descubierto el 3 de agosto de 1970 por Tamara Mijáilovna Smirnova desde el Observatorio Astrofísico de Crimea (República de Crimea).    

## Designación y nombre
Designado provisionalmente como 1970 PE. Fue nombrado Kemerovo en honor a la ciudad rusa Kémerovo.